# 范季融
范季融（1936年—），英文名：George Fan，香港工程学家、美国华裔收藏家。曾任香港中文大学工程学院院长。

## 生平
祖籍浙江镇海县，1936年生于上海，幼年即随家人先迁居台湾，后移居香港。天一阁范钦后裔。父范回春，原上海闵行跑马场老板。1950年，入香港华诚书院。后获美方奖学金而赴美留学，入读纽约大学学习电子工程，先后获学士、硕士、应用物理博士学位。毕业后任IBM电子工程师。曾任美国国家科学院咨询委员会委员。后回香港继高锟出任香港中文大學工程學院教授、院长。曾创办FastChange企业，任主席。中大退休后，移居美国纽约，致力于中国先秦青铜器收藏与研究，蔚然大家。
1959年，娶香港金融家胡惠春之女胡盈莹。

## 收藏
尤精中国先秦青铜器收藏，曾是美国这方面最大的私人藏家，藏品后多捐赠给中国博物馆收藏。在青铜器、金石研究上师承马承源。 1988年，向上海博物馆捐赠76件中国精品古代瓷器，清宫官窑最上乘之作。上博特命名范的捐赠“暂得楼陶瓷馆”。1991年后，曾分三次向上博捐赠西周青铜器、明朝绘画等文物精品。1994年，斥资25万美元支持上海博物馆新馆开建。1993年，在美国纽约发起“上海博物馆之友”基金会，是中国博物馆在海外唯一基金会。2009年，捐赠9件中国青铜器精品于中国国家文物局。
代表藏品：
- 山父丁盘
- 父丁母丁戈
- 子范鬲
- 商鞅铍
- 秦两诏椭升
- 秦公三鼎二簋
- 错金银鸟兽纹弩机

## 巡展
- 首陽吉金: 胡盈瑩、范季融藏中國古代青銅器[7]

## 荣誉
- 中华人民共和国“文化交流贡献奖”[6]